# Norvegia agli XI Giochi olimpici invernali
La Norvegia partecipò agli XI Giochi olimpici invernali, svoltisi a Sapporo, Giappone, dal 3 al 13 febbraio 1972, con una delegazione di 67 atleti impegnati in otto discipline.

## Medagliere

### Per discipline
| Sport                   | Oro | Argento | Bronzo | Totale |
| ----------------------- | --- | ------- | ------ | ------ |
| Sci di fondo            | 1   | 3       | 3      | 7      |
| Biathlon                | 1   | 0       | 0      | 1      |
| Pattinaggio di velocità | 0   | 2       | 2      | 4      |
| Totale                  | 2   | 5       | 5      | 12     |

### Medaglie
| Medaglia | Atleta                                             | Sport                   | Evento              |
| -------- | -------------------------------------------------- | ----------------------- | ------------------- |
| Oro      | Magnar Solberg                                     | Biathlon                | 20 km maschile      |
| Oro      | Pål Tyldum                                         | Sci di fondo            | 50 km maschile      |
| Argento  | Roar Grønvold                                      | Pattinaggio di velocità | 1500 m maschile     |
| Argento  | Roar Grønvold                                      | Pattinaggio di velocità | 5000 m maschile     |
| Argento  | Pål Tyldum                                         | Sci di fondo            | 30 km maschile      |
| Argento  | Magne Myrmo                                        | Sci di fondo            | 50 km maschile      |
| Argento  | Oddvar Brå Pål Tyldum Ivar Formo Johannes Harviken | Sci di fondo            | Staffetta maschile  |
| Bronzo   | Sten Stensen                                       | Pattinaggio di velocità | 5000 m maschile     |
| Bronzo   | Sten Stensen                                       | Pattinaggio di velocità | 10000 m maschile    |
| Bronzo   | Ivar Formo                                         | Sci di fondo            | 15 km maschile      |
| Bronzo   | Johannes Harviken                                  | Sci di fondo            | 30 km maschile      |
| Bronzo   | Inger Aufles Aslaug Dahl Berit Mørdre Lammedal     | Sci di fondo            | Staffetta femminile |